# Validáció
A validáció egy strukturált folyamat, amely az egyén előzetesen megszerzett tudásának és képességeinek felmérésére, értékelésére, dokumentálására és elismertetésére irányul, tekintet nélkül arra, hogyan, milyen keretek között szerezte ismereteit. Így nem a kizárólag formális keretek között, iskolai rendszerben megszerzett tudásról van szó, hanem akár a munkavégzés során, sőt a szabadidőben megszerzett ismeretek és készségek, azaz az informális és nem formális tanulás eredményeinek elismertetéséről is. A validáció megkönnyítheti a foglalkoztatást, illetve az oktatási-képzési folyamatok során a tananyagnak a tanuló valós szintjéhez való hozzáigazítását.

## Külső hivatkozás
- A Svéd Validációs Bizottság honlapja Archiválva 2007. február 8-i dátummal a Wayback Machine-ben